# Europese Radio-unie
De Europese Radio-unie (ERU), tegenwoordig meestal aangeduid met de Engelse benaming European Broadcasting Union (EBU), is een samenwerkingsverband van voornamelijk publieke omroepen uit de meeste Europese landen en enkele landen in het Midden-Oosten en Noord-Afrika. Tot 2012 was de officiële afkorting EBU-UER — UER is Frans voor Union européenne de radio-télévision. Sinds dat jaar houdt men het bij het Engelstalige EBU.

## Achtergrond
De EBU heeft 72 actieve leden in 52 landen, en 49 geassocieerde leden in nog eens 28 landen. De EBU is opgericht op 12 februari 1950 en fuseerde in 1993 met de Oost-Europese evenknie OIRT. De eerste uitzending was een verslag van het bloemencorso in het Zwitserse Montreux op 6 juni 1954. In het Verenigd Koninkrijk beschouwt men de Eurovisie-uitzending van 2 juni 1953 (de kroning van Koningin Elizabeth II) als de primeur, alhoewel het toen slechts ging om een proefuitzending.
De EBU beschikt over een internationaal televisienetwerk (Eurovisie) en radionetwerk (Euroradio), waarover uitzendingen van de nationale omroepen beschikbaar worden gemaakt voor omroepen in andere landen. Hierbij valt met name te denken aan nieuws- en sportuitzendingen.
Daarnaast produceert de EBU onder andere documentaires, educatieve programma's en verschillende culturele evenementen, waarvan het Eurovisiesongfestival het bekendst is. Ook het spelprogramma Spel Zonder Grenzen werd geproduceerd door de EBU.
Ten slotte behartigt de EBU de belangen van de nationale omroepen en koopt zij gezamenlijk rechten in van bijvoorbeeld internationale sportevenementen.
Het hoofdkantoor van de EBU bevindt zich in Genève, Zwitserland. De uitzendingen van de EBU worden doorgaans ingeleid door het tonen van het logo op de klanken van het Te Deum van Marc-Antoine Charpentier. De huidige voorzitter van de EBU voor twee jaar is sedert januari 2021 de Française Delphine Ernotte.

## Locatie EBU-landen
Hoewel de naam van de unie doet vermoeden dat enkel Europese landen lid zijn, is dat niet het geval. Om in aanmerking te komen voor het EBU-lidmaatschap, dient een land aan minimaal een van de volgende twee eisen te voldoen:
- Ligging in het gebied ten noorden van 30e breedtegraad en ten westen van de 40e lengtegraad (en ten oosten van de Atlantische Oceaan).[2]
- Lidmaatschap van de Raad van Europa.[3]

Het gebied in de eerste voorwaarde omvat, naast het overgrote deel van Europa, ook een aantal mediterrane landen in Afrika en Azië, zoals Marokko, Egypte en Israël. Het omvat niet Armenië, Azerbeidzjan en Georgië, maar die landen zijn lid van de Raad van Europa.

## Leden EBU

### Volwaardige leden
- Albanië: RTVSH (Radiotelevizioni Shqiptar)
- Algerije: ENTV (Entreprise Nationale de Télévision), ENRS (Entreprise nationale de Radiodiffusion sonore), TDA (Télédiffusion d'Algérie)
- Andorra: RTVA (Radio i Television d'Andorra)
- Armenië: ARMTV (Public Television & Radio Company of Armenia)
- Azerbeidzjan: İTV (İctimai Television)
- België: VRT (Vlaamse Radio- en Televisieomroep), RTBF (Radio-Télévision Belge de la communauté Française)
- Bosnië en Herzegovina: PBSBiH (Public Broadcasting Service of Bosnia and Herzegovina)
- Bulgarije: BNR (Bâlgarsko Nationalno Radio), BNT (Bâlgarska Nationalna Televizija)
- Cyprus: CYBC (Cyprus Broadcasting Corporation)
- Denemarken: DR (Danmarks Radio), TV2 (TV2/Danmark)
- Duitsland: ARD (Arbeitsgemeinschaft der öffentlich-rechtlichen Rundfunkanstalten der Bundesrepublik Deutschland), ZDF (Zweites Deutsches Fernsehen)
- Egypte: ERTU (Egyptian Radio and Television Union)
- Estland: ERR (Eesti Rahvusringhääling)
- Finland: MTV (MTV Oy), YLE (Oy Yleisradio Ab)
- Frankrijk: GRF (Groupement des radiodiffuseurs français: TF1, France Télévisions, Canal+, Radio France, Radio France Internationale) en Europe 1
- Georgië: GTVR (Georgian TV & Radio Broadcasting)
- Griekenland: ERT (Ellinikí Radiofonía Tileórasi)
- Hongarije: MR (Magyar Rádió), MTV (Magyar Televízió)
- Ierland: RTÉ (Radio Telefís Éireann)
- IJsland: RÚV (Ríkisútvarpið)
- Israël: IPBC (Israeli Public Broadcasting Corporation)
- Italië: RAI (RAI-Radiotelevisione Italiana)
- Jordanië: JRTV (Jordan Radio and Television Corporation)
- Kroatië: HRT (Hrvatska Radiotelevizija)
- Libanon: TL (Télé-Liban)
- Libië: LJB (Libya Jamahiriya Broadcasting)
- Letland: LR (Latvijas Radio), LTV (Latvijas Televīzija)
- Litouwen: LRT (Lietuvos Radijas ir Televizija)
- Luxemburg: CLT (CLT Multi Media), ERSL (Etablissement de Radiodiffusion Socioculturelle du Grand-Duché de Luxembourg), RTL (Radio Télé Lëtzebuerg)
- Marokko: SNRT (La Société Nationale de Radiodiffusion et de Télévision Marocaine)
- Noord-Macedonië: MKRTV (MKRTV)
- Malta: PBS (Public Broadcasting Services)
- Moldavië: TRM (Teleradio-Moldova)
- Monaco: GRMC (Groupement de Radiodiffusion monégasque)
- Montenegro: RTCG (Radio Televizija Crne Gore)
- Nederland: NPO (Nederlandse Publieke Omroep)
- Noorwegen: NRK (Norsk Rikskringkasting AS), TV2 (TV 2 AS)
- Oekraïne: NSTU (Національна суспільна телерадіокомпанія України)
- Oostenrijk: ORF (Österreichischer Rundfunk)
- Polen: TVP (Telewizja Polska), PR (Polskie Radio)
- Portugal: RTP (Rádio e Televisão de Portugal)
- Roemenië: ROR (Societatea Româna de Radiodifuziune), TVR (Societatea Româna de Televiziune)
- San Marino: SMRTV (San Marino RTV)
- Servië: RTS (Radio Televizija Srbije),
- Slowakije: RTVS (Rozhlas a televízia Slovenska)
- Slovenië: RTVSLO (Radiotelevizija Slovenija)
- Spanje: RTVE (Radiotelevisión Española), SER (Sociedad Española de Radiodifusión), COPE (Radio Popular SA Cope)
- Tsjechië: ČRo (Český rozhlas), ČT (Ceská Televize)
- Tunesië: ERTT (Etablissement de la Radiodiffusion-Télévision Tunisienne)
- Turkije: TRT (Türkiye Radyo-Televizyon Kurumu)
- Verenigd Koninkrijk: BBC (British Broadcasting Corporation), UKIB (United Kingdom Independent Broadcasting)
- Vaticaanstad: RV (Radio Vaticaan)
- Zweden: STR (Sveriges Television och Radio Grupp)
- Zwitserland: SRG SSR (SRG SSR idée suisse - Sociéte Suisse de Radiodiffusion et Télévision)

#### Leden met opgeschort lidmaatschap
- Rusland: C1R (Channel One Russia), RDO (Radio Dom Ostankino), Rusland-1
- Wit-Rusland[4]: BTRC (Belarusian Television and Radio Company)

### Kandidaat-leden
- Marokko: 2M TV. Deze zender wil Marokko weer op de Eurovisiekaart zetten, omdat de SNRT dat niet doet. De regering heeft geen inspraak hierin, omdat 2M TV een commerciële zender is en niet een staatszender zoals Al Aoula.
- Kosovo: RTK. Kosovo wordt niet door alle landen erkend en is daardoor geen lid van de VN. VN-lidmaatschap is vereist om lid van de ITU te worden, wat nodig is om volwaardig EBU-lid te kunnen worden.
- Liechtenstein: 1FLTV. De onderhandelingen voor het EBU-lidmaatschap zijn volop bezig en Liechtenstein hoopte in 2022 te kunnen debuteren op het Eurovisiesongfestival,[bron?] maar dit is tot op heden (2025) nog niet gelukt.

## Mozartdag
29 januari 2006 werd door de EBU uitgeroepen tot Mozartdag. Muzikant en dirigent Gary Cooper speelde die dag samen met violiste Rachel Podger Mozarts sonates voor piano en viool. Het concert werd live uitgezonden door de European Broadcasting Union en BBC Radio 3.